# Kampioenschap van Zürich 1989
Het Kampioenschap van Zürich 1989 was de 76ste editie van deze wielerkoers (ook wel bekend als Züri-Metzgete) en werd verreden op 20 augustus, in en rond Zürich, Zwitserland. De koers was 255,5 kilometer lang, en maakte deel uit van de strijd om de wereldbeker. Aan de start stonden 180 renners, van wie 102 de finish bereikten.

## Uitslag
| Kampioenschap van Zürich 1989 |                    |                      |            |
| Plaats                        | Naam               | Ploeg                | Tijd       |
| Winnaar                       | Steve Bauer        | Helvetia             | 6u 45' 11" |
| 2                             | Acácio da Silva    | Carrera-Vagabond     | + 0' 03"   |
| 3                             | Rolf Gölz          | Superconfex-Yoko     | z.t.       |
| 4                             | Rolf Sørensen      | Ariostea             | z.t.       |
| 5                             | Raúl Alcalá        | PDM-Concorde         | z.t.       |
| 6                             | Andreas Kappes     | Toshiba              | z.t.       |
| 7                             | Tony Rominger      | Chateau d'Ax-Salotti | z.t.       |
| 8                             | Marc Madiot        | Toshiba              | z.t.       |
| 9                             | Bruno Cornillet    | Z-Peugeot            | z.t.       |
| 10                            | Maurizio Fondriest | Del Tongo            | + 1' 21"   |
|                               |                    |                      |            |
| 13                            | Luc Roosen         | Histor-Sigma         | + 1' 34"   |
| 20                            | Steven Rooks       | PDM-Concorde         | + 1' 34"   |